# Paridea nigricaudata
Paridea nigricaudata es una especie de insecto coleóptero de la familia Chrysomelidae.
Fue descrita científicamente en 1991 por Yang.